# 캐비아

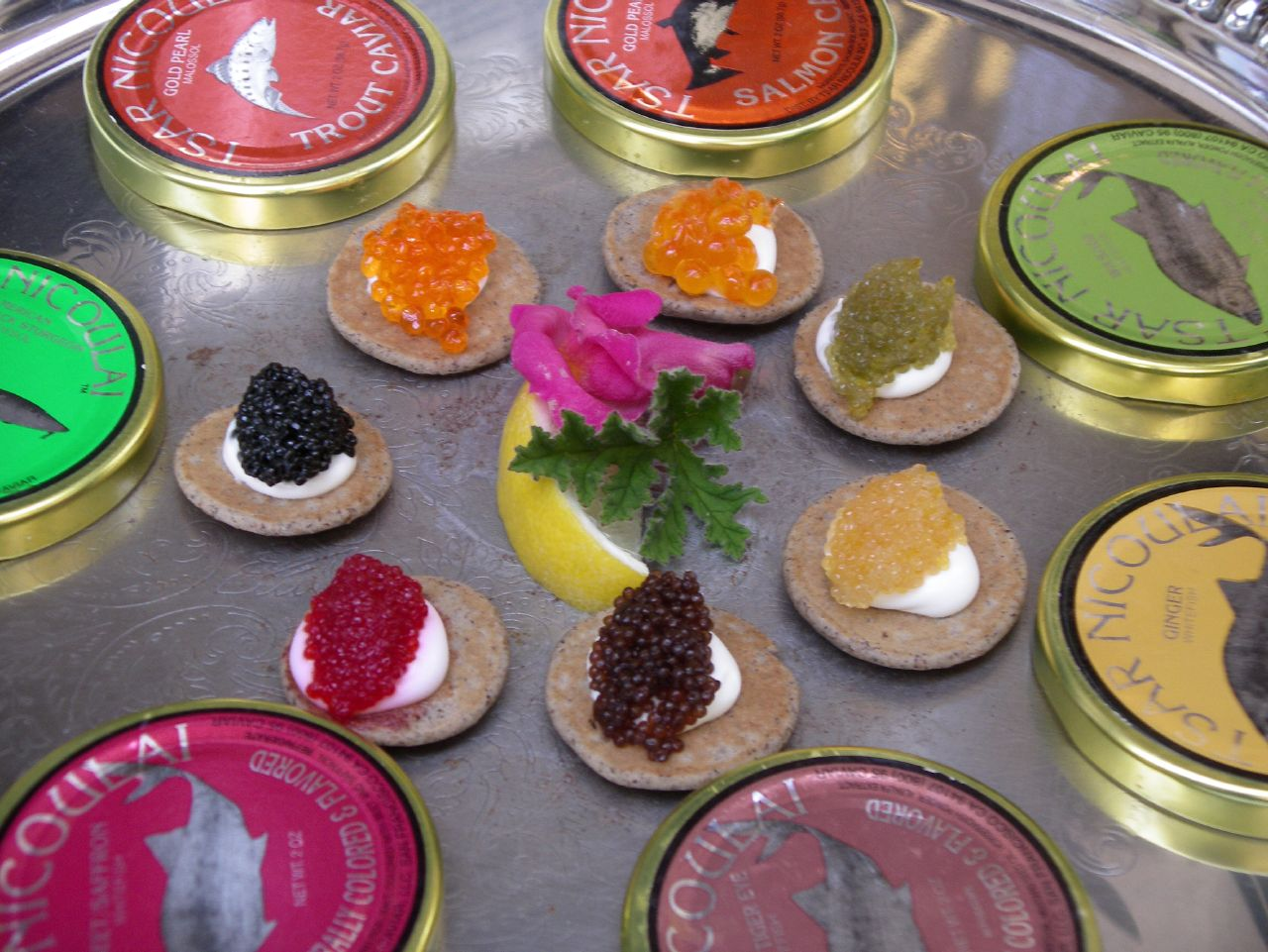
여러 종류의 캐비아

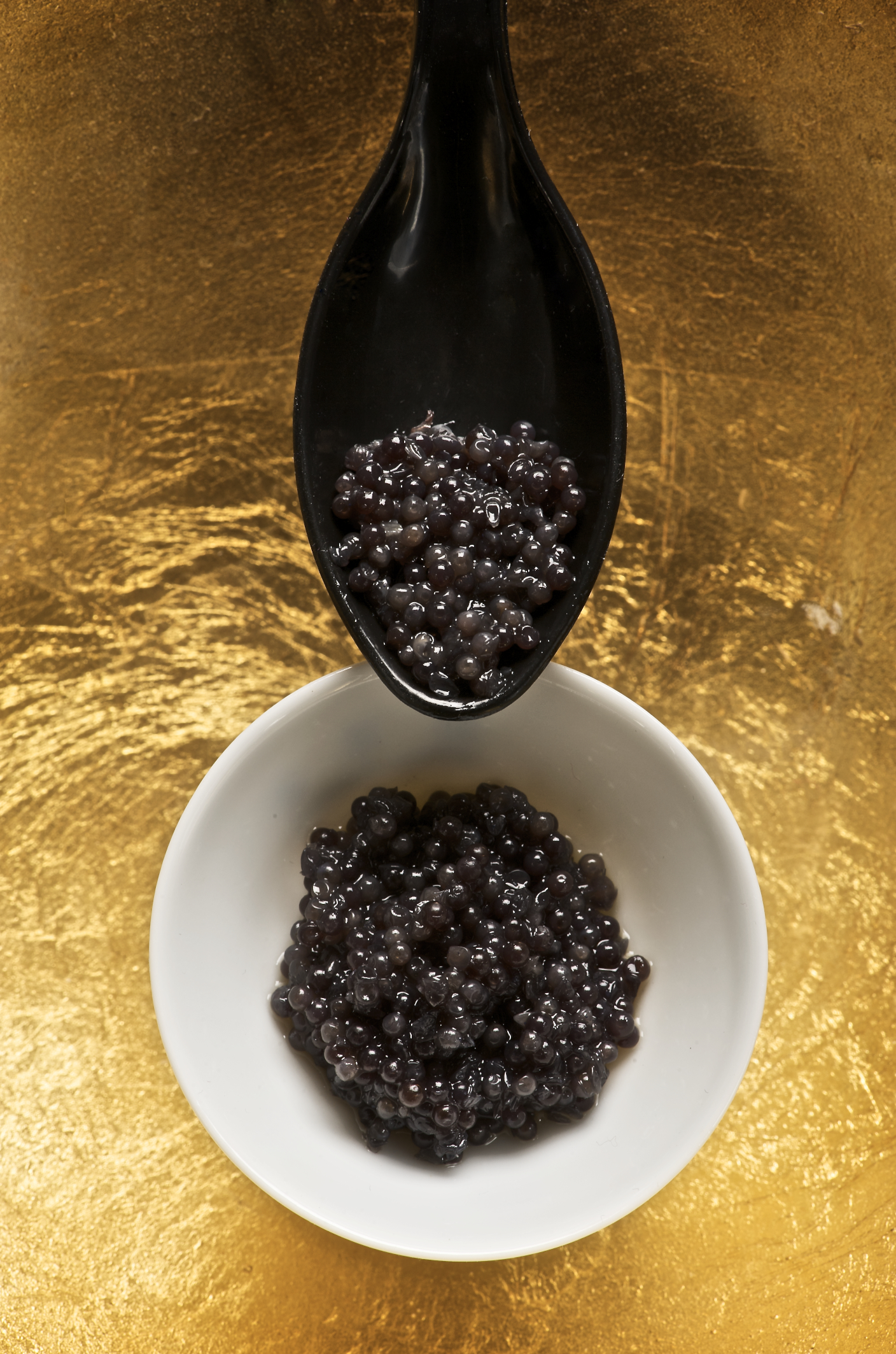
벨루가 캐비아

캐비아(영어: caviar [kæviɑ:ɹ])는 특정 어종을 가공 처리하거나 염장한 알을 일컫는다. 그 중에서도 철갑상어의 알(블랙 캐비아)과 연어의 알(레드 캐비아)을 주로 캐비아 하지만, 다른 어종의 알도 염장하여 캐비아로 한다. 캐비아는 진미로서 전 세계적으로 유통되고 있으며, 주요리에 곁들인 요리 혹은 빵 따위에 발라먹는 요리로 이용된다. 세계 3대 진미(푸아그라, 송로버섯(트러플), 캐비아)로 꼽히는 음식이다.

## 어원
영어의 caviar라는 단어는 이탈리아어 혹은 튀르키예어를 통해 들어온 말인데, 이는 본래는 페르시아어에서 유래한 것으로 ‘알’을 뜻하는 'khaya'와 ‘낳음’을 뜻하는 'dar'가 합쳐진 말에서 비롯된 것이다.

## 종류
카스피해는 세계에서 가장 질 좋은 캐비아(철갑상어의 알)의 산지로 알려져 있다. 현대의 캐비아는 아제르바이잔, 이란, 러시아, 그리고 카자흐스탄 연안의 카스피해에서 잡히는 철갑상어의 알로 만들어진다. 그 중에서도 특히 값비싼 것들은 벨루가(Beluga), 오세트라(Ossetra), 세브루가(Sevruga)라는 철갑상어들의 알이다. 캐비아로 화장품을 만들기도 한다.
- 벨루가 : 캐비아 중에서도 가장 비싼 종류이며, 알 크기 또한 가장 크다. 알 색깔은 검은색에 가까운 어두운 회색에서부터 진주빛을 띠는 밝은 회색까지 여러 가지가 있는데, 색깔이 밝은 것이 더 값어치가 있다.
- 오세트라 : 알 크기는 중간이며, 알 색깔은 갈색에서부터 녹회색, 짙은 청색, 검은색, 흰색, 금색까지 다양하다. 오세트라는 특히 견과류의 향미가 풍부한 것으로 유명하다.
- 세브루가 : 알 크기는 작으며 색깔은 암회색이다. 섬세하고 독특한 풍미가 있다.

## 같이 보기
- 생선알
- 가지 캐비아
- 백어 캐비아

## 참고 문헌
- Peter G. Rebeiz, Caviar - a magic history, ISBN 978-88-6373-103-3, Sagep Editori 보관됨 2011-07-22 - 웨이백 머신, Genova, Italy, 2010.